# Jalila Haider
Jalila Haider (in urdu جلیله حیدر‎?; Quetta, 10 dicembre 1988) è un'attivista e avvocatessa pakistana.
Soprannominata La donna di ferro del Belucistan, Haider è nota per essere la prima avvocatessa Hazara, un gruppo etnico perseguitato in Pakistan. È membro del partito politico di sinistra Awami Workers Party (AWM), presidente della sezione del Belucistan del Women Democratic Front e attivista del Pashtun Tahafuz. Ha fondato un'organizzazione non-profit, We the Humans – Pakistan, che mira a responsabilizzare le comunità locali del Belucistan rafforzando le opportunità per donne e bambini vulnerabili.
Nel 2019 è stata inserita dalla BBC nella lista 100 Women delle donne più influenti al mondo, e nel 2020 è stata scelta dal Dipartimento di Stato degli Stati Uniti d'America come una delle International Women of Courage.

## Biografia
Jalila Haider proviene da una famiglia di idee marxiste e socialiste. Ha conseguito un master in Relazioni internazionali presso l'Università del Belucistan.
Haider è stata una sostenitrice dei diritti delle comunità vulnerabili e si è espressa contro le violazioni dei diritti umani e gli abusi subiti da loro. Ha condotto una campagna contro le sparizioni forzate e le uccisioni di lavoratori politici Beluci e ha guidato proteste e sit-in contro la pulizia etnica degli Hazara. Partecipa attivamente e parla contro le atrocità subite dai pashtun e crede che il loro dolore sia simile a quello degli Hazara, poiché tutti richiedono il loro diritto alla vita garantito dalla Costituzione del Pakistan. Haider ha anche parlato a un incontro del movimento Pashtun Tahafuz a Quetta a marzo 2018, per il quale ha ricevuto critiche e molestie.
Dopo quattro diversi attacchi terroristici contro la comunità Hazara avvenuti nell'aprile 2018, Haider ha guidato uno scipero della fame fuori dal circolo della stampa di Quetta, che è durato circa cinque giorni. Lei e altri leader hanno chiesto al maggiore dell'esercito pakistano, Qamar Javed Bajwa, di visitare la comunità Hazara e di prendere provvedimenti concreti per assicurare la giustizia e garantire la loro sicurezza. Oltre a questo è stato fatto appello, insieme agli anziani della comunità, al primo ministro del Belucistan Mir Abdul Quddus Bizenjo, il ministro degli interni federale Ahsan Iqbal e il ministro degli interni provinciale Mir Sarfraz Bugti: tutti i colloqui si sono rivelati inconcludenti. Lo sciopero della fame si è concluso dopo che Qamar Javed Bajwa ha tenuto degli incontri con gli anziani tribali e rappresentanti della comunità – comprese le donne Hazara – a cui ha assicurato la sicurezza e la protezione del diritto alla vita. A seguito dello sciopero della fame, il 2 maggio 2018, il presidente della Corte Suprema del Pakistan Mian Saqib Nisar ha preso atto delle uccisioni degli Hazara. Nella successiva udienza dell'11 maggio, queste uccisioni mirate sono state definite come «pulizia etnica della comunità Hazara » e Nisar ha incaricato tutte le agenzie di sicurezza di presentare rapporti sulle forze dietro queste uccisioni.
Oltre al suo attivismo politico, Haider esercita da anni la professione di avvocato presso il Consiglio degli avvocati del Belucistan. È specializzata nella difesa dei diritti delle donne e fornisce servizi legali gratuiti a persone che non possono permettersi consulenza legale su una vasta gamma di questioni, tra cui giustizia equa, uccisioni extragiudiziali, violenza domestica, controversie matrimoniali, molestie sessuali e diritti di proprietà.
Nel 2018 ha incontrato Ihsan Ghani, coordinatore nazionale del National Counter Terrorism Authority (NACTA; in urdu قومی ادارہ برائے انسداد دہشتگردی ‎?), a Islamabad per presentare le lamentele delle donne Hazara che stanno affrontando sfide sociali, economiche e amministrative, dopo che i capofamiglia maschi delle loro famiglie sono stati uccisi.
Haider ha anche contribuito alla lotta femminista in Belucistan, combattendo contro le norme del patriarcato e guidando tutti i principali movimenti, inclusa la Marcia Aurat.

## Riconoscimenti
Nel 2015 Haider è stata selezionata come una delle News Women Power 50, una lista delle donne più influenti e potenti del Pakistan. È stata anche una Young Connectors of the Future Fellow dell'Istituto svedese del 2016.
Nel 2019 è stata inserita nella 100 Women della BBC, e nel 2020 è stata scelta dal Dipartimento di Stato degli Stati Uniti d'America come una delle International Women of Courage. Lo stesso anno ha ricevuto il Women Leaders Award 2020 da Hum TV per i suoi risultati nell'ultimo anno.

## Minacce
Haider ha ricevuto delle critiche dalla sua società e minacce e molestie da parte di attori statali e non per il suo attivismo contro gli eccessi dei diritti umani. Nel marzo 2019 è stata inserita nella Exit Control List (ECL) del Pakistan dopo la sua partecipazione alle riunioni pubbliche del movimento Pashtun Tahafuz.